# دوارة كارين قصيرة الثلم
دوارة كارين قصيرة الثلم (الاسم العلمي:Karenia brevisulcata) هي نوع من السوطيات الدوارة تتبع جنس الدوارة الكارين من فصيلة المتقوصرات.